# Emancipation Proclamation: A Real Statement of Freedom
Emancipation Proclamation: A Real Statement of Freedom ist ein Jazzalbum von Joe McPhee und Hamid Drake. Die am 25. Juni 1999 in der Spielstätte Empty Bottle, Chicago, entstandenen Aufnahmen erschienen 2000 auf Okka Disk.

## Hintergrund
Der Mitschnitt aus Chicago war die erste Duo-Aufnahme des Trompeters und Saxophonisten Joe McPhee und des Perkussionisten Hamid Drake. Von der ersten Trommelbeschwörung des ersten Stücks bis zur traurigen vokalen Klage von „Hate Crime Cries“ durchtränkt eine spürbare Spiritualität die Musik, merkte Derek Tayor an.

## Titelliste
- Joe McPhee & Hamid Drake: Emancipation Proclamation: A Real Statement of Freedom (Okka Disk)[2]

1. Cries and Whispers 18:37
2. Mother Africa (For Miriam Makeba) 17:10
3. God Bless the Child (Arthur Herzog Jr., Billie Holiday) 4:17
4. Emancipation Proclamation 14:30
5. Hate Crime Cries 3:13

Wenn nicht anders vermerkt, stammen die Kompositionen von Joe McPhee und Hamid Drake.

## Rezeption
Thom Jurek verlieh dem Album in Allmusic vier Sterne und schrieb, Emancipation Proclamation: A Real Statement of Freedom sei eines dieser Musikertreffen im Avantgarde Jazz, das alles andere ins rechte Licht rücke, indem es im Kern offenbare, dass alles möglich ist, wenn die Bedingungen stimmen. Drake sei hier nicht nur der Anker, sondern die Inspiration, mit seinen perkussiven Enzyklopädie der afrikanischen Musikgeschichte in brillante, kleine Statements gerollt, die McPhee dazu auffordern, sie aus der neuen Welt auf seinem Saxophon und später auf seiner Trompete zu beantworten. Dies sei ein genialer Auftritt gewesen, so Jureks Resümée, und die Energie und Anmut dieser Aufnahme beweise dies.
Nach Ansicht von Derek Taylor, der das Album in All About Jazz rezensierte, seien hier zwei Männer in feierlicher Stimmung zusammengekommen, die mit den afroamerikanischen Traditionen kommunizieren und sie erläutern, die immer noch eine größere globale Geschichte widerspiegeln. McPhee und Drake würden in einer wunderbaren Weise zusammenarbeiten, so Taylor. Jeder von ihnen könne sich in jede Richtung frei bewegen, aber die Musik folge als Beweis einer gemeinsamen Disziplin immer einem lenkbaren Verlauf. Drakes Rhythmen seien eine ständig wandelbare Energiequelle, die (etwa auf seinem uralten synkopierten Solo während des Titeltracks) von schrägen Mustern direkt in organisch durchdrungene Grooves lenke.